# Hannah Seabert
Hannah Grace Seabert (født 28. maj 1995) er en amerikansk fodboldspiller, der spiller som målvogter for Vålerenga Fotball Damer i Toppserien.
Hun skrev i Januar 2018, under på en 1-årig kontrakt med Fortuna Hjørring.